# Oncorhynchus
Oncorhynchus – rodzaj ryb z rodziny łososiowatych obejmujący kilkanaście gatunków i wiele ras. W języku polskim określane są nazwą łososie pacyficzne. 

## Występowanie
Zamieszkują zlewisko północnych obszarów Oceanu Spokojnego i Oceanu Arktycznego.

## Biologia
Większą część życia spędzają w oceanie, a na tarło – odbywające się w okresie jesienno-zimowym – wracają do strumieni, w których przyszły na świat. W wyborze właściwej drogi posługują się węchem. Zapamiętują zapach wody, w której się urodziły, nawet jeśli spędziły w niej zaledwie kilka dni. W czasie tarła samica wykopuje dołek w żwirowatym dnie i składa do niego ikrę. Samiec równocześnie polewa tę ikrę nasieniem, po czym ją zasypuje. Po tarle osobniki dorosłe giną. Narybek wylęga się z jaj zwykle późną zimą; szybkość rozwoju zarodków zależy od temperatury i trwa od 60 do 200 dni. Młode odżywiają się zawartością woreczka żółtkowego. Potem przeciskają się pomiędzy ziarnami żwiru do otwartej wody, gdzie już samodzielnie poszukują pokarmu, który stanowią drobne bezkręgowce (kiełże). Młode gorbusze (O. gorbuscha) spływają do morza prawie zaraz po wylęgnięciu się, podczas gdy kety (O. keta) pozostają w strumieniu jeszcze przez kilka tygodni, kiżucza (O. kisutch) przez rok, a nerki (O. nerka) nawet przez 5 lat.
Łososie pacyficzne, żyjące w morzach i oceanach mają srebrzyste boki. W okresie rozrodu zmieniają barwę (w zależności od gatunku), a samce cechują się w tym czasie charakterystycznie zagiętą ku górze żuchwą. Łososie pacyficzne płyną na tarło w górę rzeki wiosną lub jesienią, nie odżywiając się w tym czasie, chociaż chwytają żywą przynętę. Tarliska mogą się znajdować w pobliżu morza, ale np. keta i czawycza (O. tshawystcha) muszą przepłynąć prawie 3200 km rz. Jukon, aby dotrzeć do jej źródeł. Osobniki wędrujące na tarło muszą po drodze pokonać bystrzyny rzeczne i wodospady skacząc wysoko w powietrze. Również te żyjące w zamkniętych jeziorach, bez dostępu do morza, wpływają na tarło w górę dopływających strumieni.

## Znaczenie gospodarcze
Łososie pacyficzne mają duże znaczenie gospodarcze. Są również chętnie łowione dla celów sportowych. Ich jaja noszą nazwę czerwonego kawioru (w odróżnieniu od czarnego kawioru jesiotrów).

## Klasyfikacja
Gatunki zaliczane do tego rodzaju:
- Oncorhynchus aguabonita – złocianka[4], pstrąg złoty[4]
- Oncorhynchus apache – apaczka[4], pstrąg arizoński[5]
- Oncorhynchus chrysogaster – pstrąg meksykański[5]
- Oncorhynchus clarkii – łosoś Clarka[6]
- Oncorhynchus gilae – pstrąg gilański[5]
- Oncorhynchus gorbuscha – gorbusza[7]
- Oncorhynchus iwame
- Oncorhynchus kawamurae
- Oncorhynchus keta – keta[7]
- Oncorhynchus kisutch – kiżucz[7]
- Oncorhynchus masou – sima[7], mazu[7]
- Oncorhynchus mykiss – mikiża[8], pstrąg tęczowy[7]
- Oncorhynchus nerka – nerka[7]
- Oncorhynchus penshinensis
- Oncorhynchus tshawytscha – czawycza[7]

Gatunkiem typowym jest Salmo scouleri (=Oncorhynchus gorbuscha).

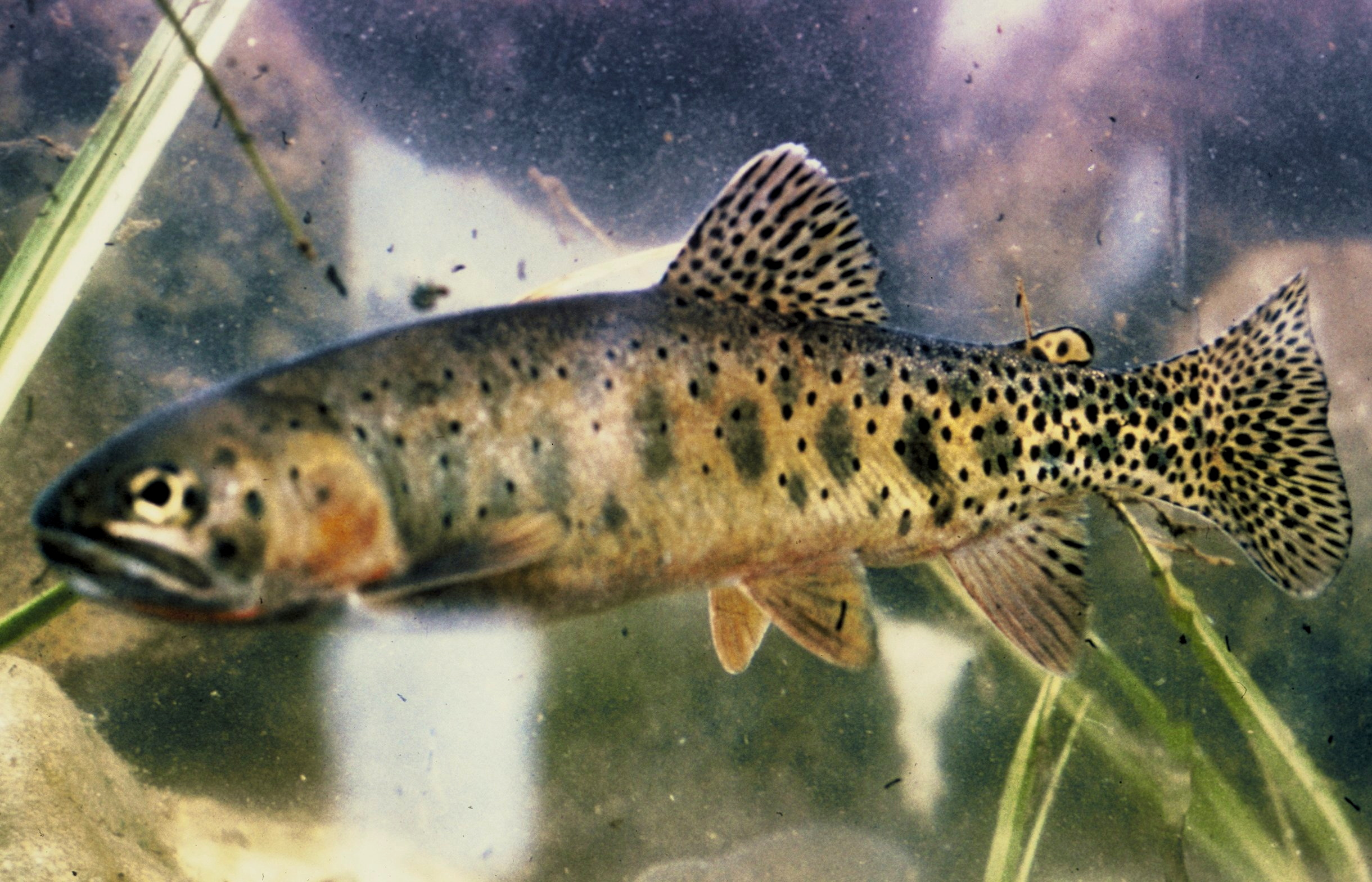
Oncorhynchus clarkii
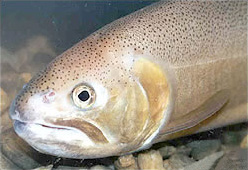
Oncorhynchus gilae
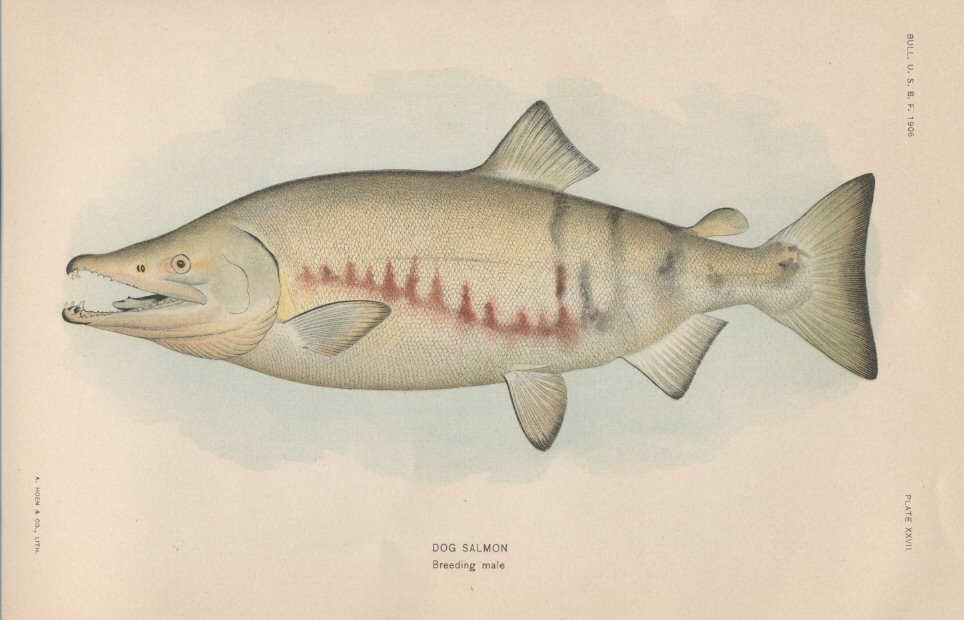
Oncorhynchus keta
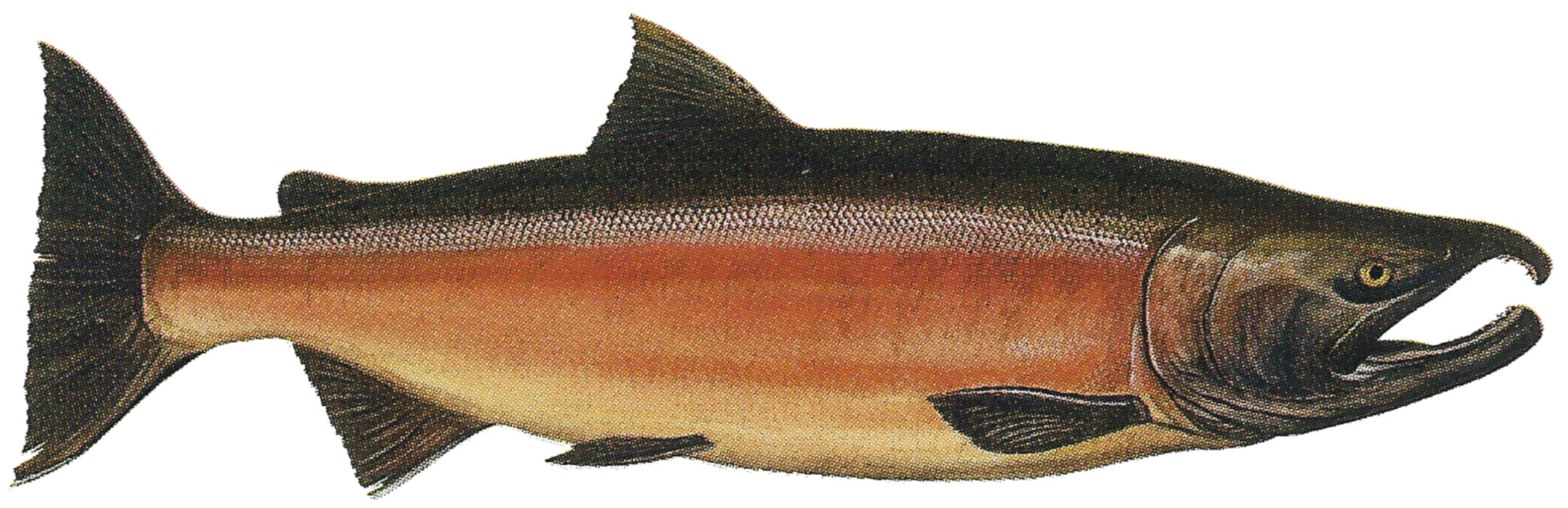
Oncorhynchus kisutch
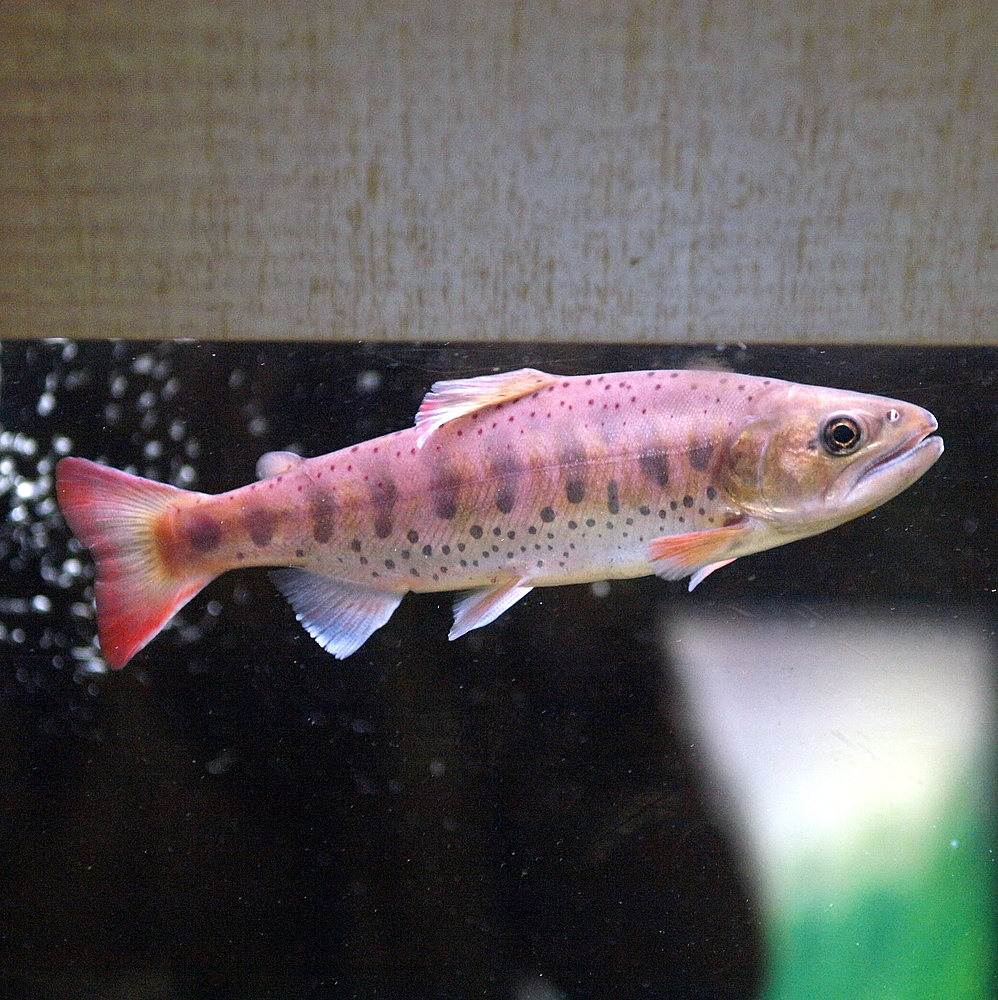
Oncorhynchus masou
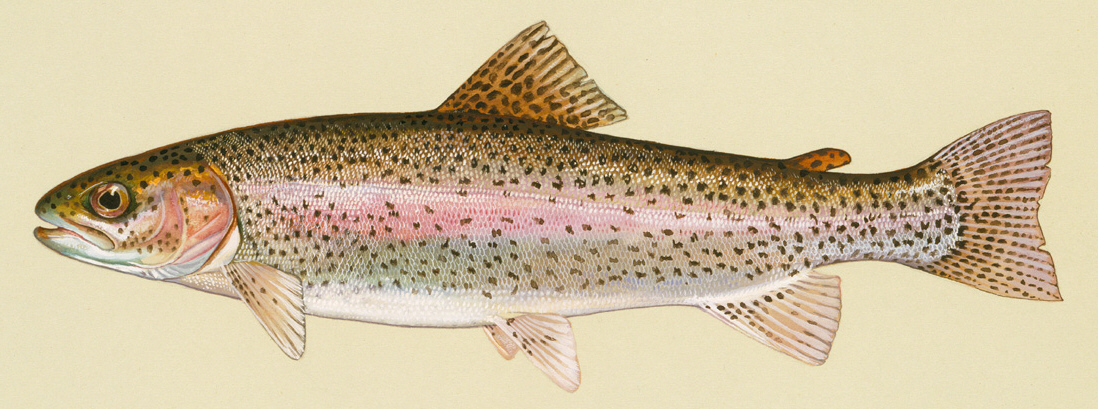
Oncorhynchus mykiss
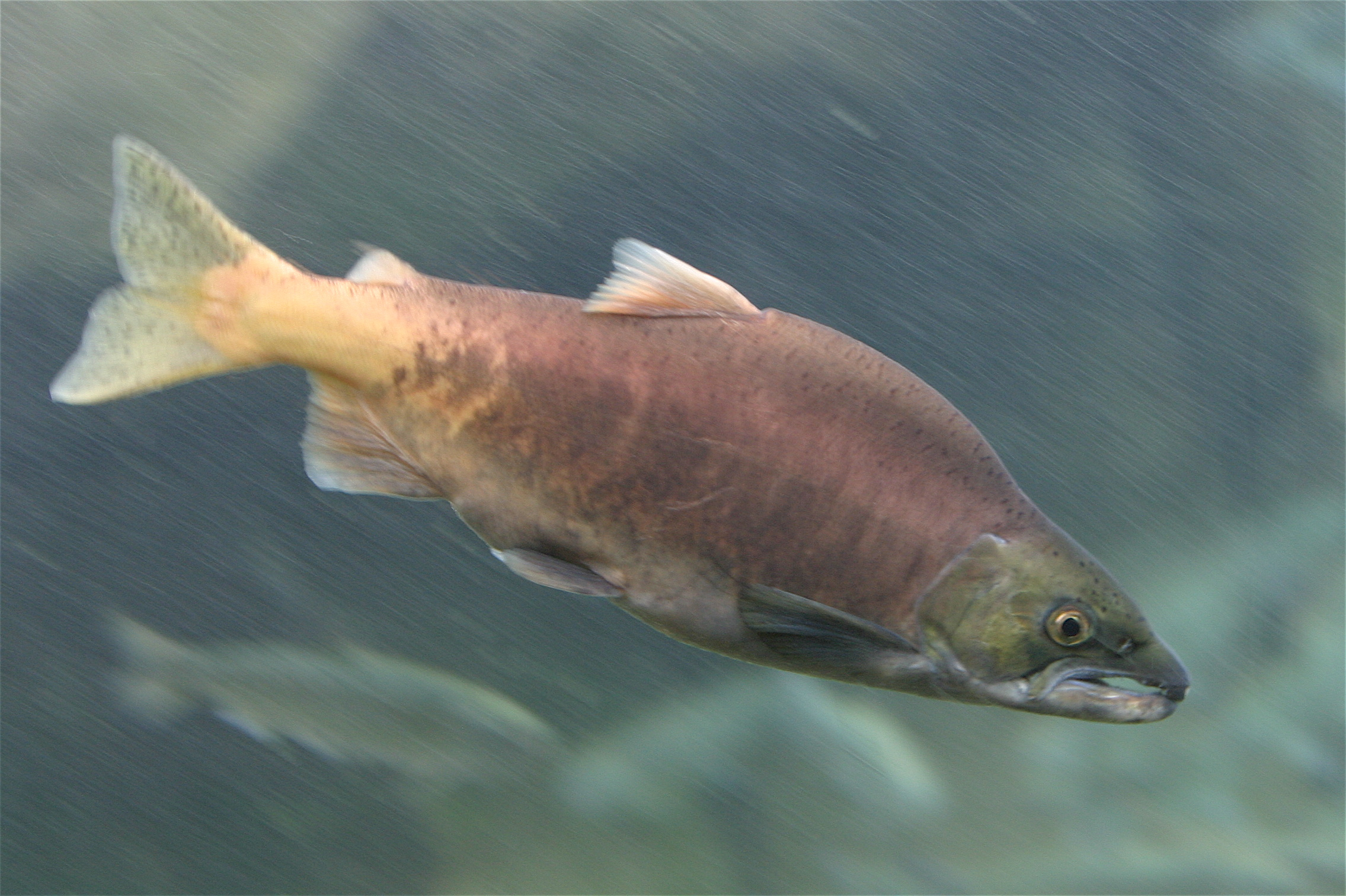
Oncorhynchus nerka
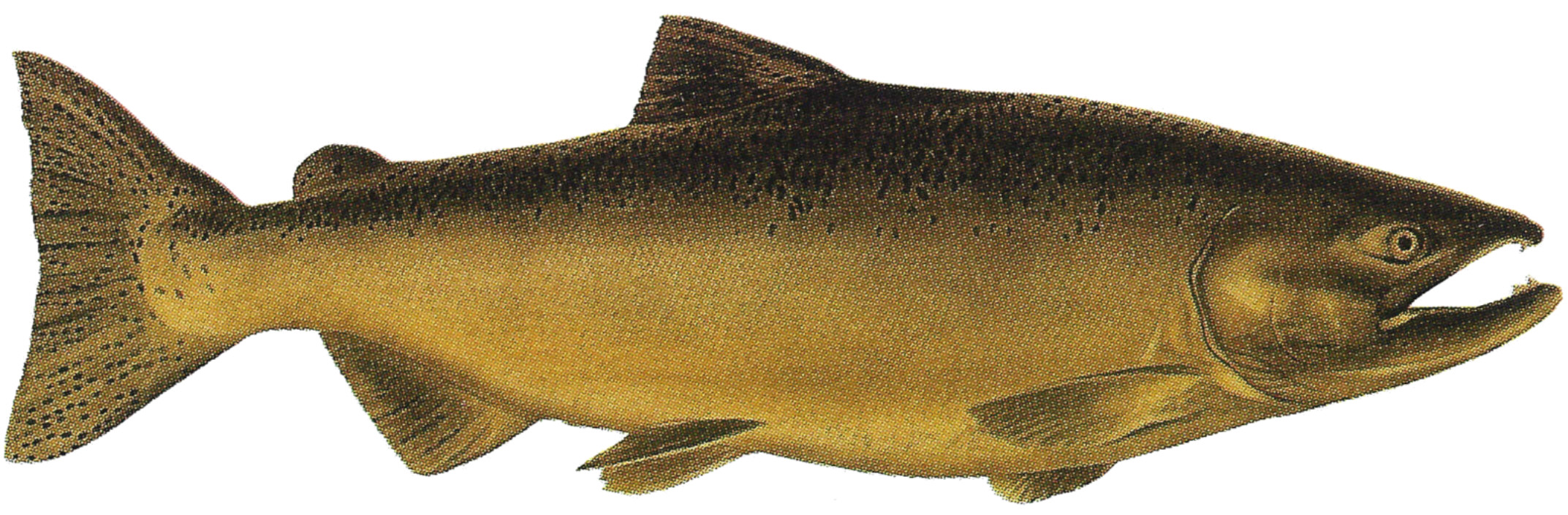
Oncorhynchus tshawytscha

## Zagrożenia
W 2012 roku siedem z wymienionych gatunków znajdowało się w Czerwonej księdze gatunków zagrożonych, w tym dwa w kategorii EN i dwa w kategorii CR.